# Лужница (Псковская область)
Лужница — деревня в Бежаницком районе Псковской области России. Входит в состав сельского поселения «Лющикская волость».

## География
Деревня находится на юго-востоке центральной части Псковской области, в пределах Бежаницкой возвышенности, на расстоянии примерно 0,5 километра (по прямой) к западу от посёлка городского типа Бежаницы, административного центра района.

### Климат
Климат характеризуется как переходный между типично морским и континентальным с повышенной влажностью.

### Часовой пояс
Деревня Лужница, как и вся Псковская область, находится в часовой зоне МСК (московское время). Смещение применяемого времени относительно UTC составляет +3:00.

## Население
| 2001 | 2002 | 2010 |
| ---- | ---- | ---- |
| 8    | ↘7   | ↘4   |

Согласно результатам переписи 2002 года, в национальной структуре населения русские составляли 100 %.